# Thornton Wilder
Thornton Niven Wilder (ur. 17 kwietnia 1897 w Madison, zm. 7 grudnia 1975 w Hamden w stanie Connecticut) – amerykański powieściopisarz i dramaturg.

## Życiorys
Jego ojciec, Amos Parker Wilder, był dyplomatą. Kilka lat dzieciństwa Thronton spędził w Chinach, gdzie jego ojciec był konsulem. Miał brata Amosa Nivena Wildera, który był duchownym i poetą, a także 3 siostry: Charlotte Wilder, Isabel Wilder, Janet Wilder Dakin.
Studiował na Uniwersytecie Yale i Uniwersytecie Princeton oraz w Akademii Amerykańskiej w Rzymie. Przez kilka lat był nauczycielem języka francuskiego w Lawrenceville School w Lawrenceville. Ponadto wykładał na Uniwersytecie Chicagowskim i Uniwersytecie Harvarda. Jako ochotnik brał udział w I i II wojnie światowej. Za swoje dokonania wojskowe otrzymał Brązową Gwiazdę i Legię Zasługi. Służbę zakończył w randze podpułkownika US Air Force. W 1956 otrzymał Pour le Mérite za Naukę i Sztukę
Zmarł wskutek zawału serca. Został pochowany na cmentarzu Mount Carmel w Hamden.

## Życie prywatne
Choć Wilder nigdy nie przyznał się do homoseksualizmu ani publicznie, ani w swojej korespondencji i pisarstwie, powszechnie było wiadomo, iż przez pewien czas pozostawał w związku z Samuelem Stewartem, pisarzem, rysownikiem i tatuażystą, którego prace miały przeważnie charakter pornograficzny.
Wilder prowadził aktywne życie towarzyskie. Do jego przyjaciół należeli m.in. Gertrude Stein, Ernest Hemingway, Willa Cather, Russel Wright (twórca sztuki użytkowej) i Montgomery Clift.
Przez ostatnie lata życia Wilder mieszkał w Hamden ze swoją siostrą, Isabel, publicystką i recenzentką literacką.

## Twórczość
Pisarstwo Wildera – zarówno prozatorskie, jak dramaturgiczne – wykraczało poza obręb dominującej wówczas w literaturze amerykańskiej tendencji naturalistycznych. W znacznym stopniu bowiem nawiązywało do klasycznego humanizmu. Naczelnym tematem jego twórczości jest poszukiwanie sensu istnienia człowieka, sensu ukrytego – zdaniem Wildera – w tajemnicy życia, której nie są w stanie wyjaśnić do końca ani religia, ani nauka.
W 1928 odniósł sukces (również finansowy) dzięki swojej drugiej powieści: Most San Luis Rey, która przyniosła mu Nagrodę Pulitzera. Nagrodę tę zdobył potem jeszcze za dramaty: Nasze miasto (1938) i Niewiele brakowało… (1943), a National Book Award za powieść: The Eighth Day (1968).
Wilder był także tłumaczem; przełożył z francuskiego sztuki André Obeya i Jean-Paula Sartre’a. Napisał także libretta do opery The Long Christmas Dinner Paula Hindemitha i opartej na jego sztuce – The Alcestiad Louise Talmy. W jego dorobku literackim znalazł się również scenariusz do filmu kryminalnego W cieniu podejrzenia (1943), którego twórcą był Alfred Hitchcock, ulubiony reżyser Wildera.

## Wybrane utwory
| - 1926 The Cabala (Kabała) - 1927 The Bridge of San Luis Rey (Most San Luis Rey) - 1930 The Woman of Andros (Kobieta z wyspy Andros) - 1935 Heaven’s My Destination - 1948 Ides of March (Idy marcowe) - 1967 The Eighth Day (Ósmy dzień tworzenia) - 1973 Theophilus North | - 1920 The Trumpet Shall Sound - 1928 The Angel That Troubled the Waters (Anioł, który zmącił wody) - 1931 The Long Christmas Dinner (Długi świąteczny obiad) - 1938 Our Town (Nasze miasto); The Merchant of Yonkers - 1942 The Skin of Our Teeth (Niewiele brakowało…) - 1954 The Matchmaker (Pośredniczka matrymonialna) [na jej podstawie powstał musical Hello, Dolly!] - 1962 Plays for Bleecker Street |